# Moacșa
Moacșa (in ungherese Maksa) è un comune della Romania di 1219 abitanti, ubicato nel distretto di Covasna, nella regione storica della Transilvania.
Il comune è formato dall'unione di 2 villaggi: Moacșa e Pădureni.
Del comune di Moacșa faceva parte anche il villaggio di Dalnic, divenuto comune autonomo nel 2004.